# Fluxbox
Fluxbox és un gestor de finestres apilables per al sistema X Window, que va començar com una bifurcació de Blackbox  0.61.1 el 2001, amb el mateix objectiu de ser lleuger. La seva interfície d'usuari només té una barra de tasques, un menú emergent accessible fent clic amb el botó dret a l'escriptori,  i una compatibilitat mínima amb icones gràfiques. Totes les configuracions bàsiques es controlen mitjançant fitxers de text, inclosa la construcció de menús i el mapatge de combinacions de tecles. Fluxbox compleix amb l'especificació Extended Window Manager Hints.
Fluxbox té una aparença bàsica, però pot mostrar algunes opcions per millorar l'atractiu: es poden especificar colors, gradients,  vores i altres atributs bàsics d'aparença. Les versions recents admeten cantonades arrodonides i elements gràfics. Els gestors d'efectes com ara xcompmgr, cairo-compmgr i transset-df (obsolet) poden afegir una veritable transparència als elements de l'escriptori i a les finestres. També es poden proporcionar millores mitjançant iDesk o fbdesk, SpaceFM, PCMan File Manager o ROX Desktop . Fluxbox també té diverses característiques que no tenen Blackbox, com ara finestres amb pestanyes i una barra de títol configurable.
L'aparença visual de les decoracions de les finestres de Fluxbox es pot personalitzar editant fitxers de text. Els temes de Fluxbox són compatibles amb els de Blackbox els quals també es poden editar. Es poden especificar colors, gradacions, contorns, i altres atributs gràfics d'aparença.
A causa de la seva petita mida de memòria i el seu ràpid temps de càrrega, Fluxbox és popular en molts Live CD com ara GParted . Era el gestor de finestres per defecte de Damn Small Linux i antiX, però va ser substituït per JWM el 2007 i el 2009, respectivament. Actualment és el gestor de finestres per defecte de PCFluxboxOS, una remasterització de PCLinuxOS i de Linux Mint Fluxbox CE. Fluxbuntu, un derivat d'Ubuntu amb aplicacions lleugeres, va ser llançat a l'octubre de 2007.
El 12 de desembre de 2019, MX Linux va llançar MX-fluxbox com una versió superposada totalment integrada de MX Linux 19. Anteriorment, havia estat disponible a partir del 2014 a través de l'instal·lador de paquets. S'ha afegit una edició Fluxbox a la sèrie MX-21 amb Fluxbox en ús per defecte. Fluxbox també és un gestor de finestres destacat a antiX.
Les primeres versions de Lumina, un entorn d'escriptori creat per a TrueOS, es basaven en Fluxbox. A desembre de 2021 hi havia 22 versions de Linux que utilitzaven Fluxbox d'alguna manera.